# Losange d'or

Losange d'or

En géométrie, le losange d'or est un losange dont les longueurs des diagonales sont dans le rapport du nombre d'or :
{\displaystyle {D \over d}=\varphi ={{1+{\sqrt {5}}} \over 2}\approx 1,618~034}.
De manière équivalente, il s'agit du parallélogramme de Varignon formé à partir des milieux des côtés d'un rectangle d'or.
Les faces de plusieurs polyèdres remarquables sont des losanges de ce type.
Le losange d'or est différent des deux losanges du pavage de Penrose, qui sont, eux, liés aux triangles d'or, et non au rectangle d'or.

## Angles
(Voir propriétés générales du losange)
Les deux angles internes supplémentaires du losange d'or ont pour mesures : 
- Angle aigu : {\displaystyle \alpha =2\arctan {1 \over \varphi }} ;

en utilisant la formule d'addition des arc tangentes, on obtient :
{\displaystyle \alpha =\arctan {{2 \over \varphi } \over {1-\left({1 \over \varphi }\right)^{2}}}=\arctan {{2 \over \varphi } \over {1 \over \varphi }}=\arctan 2\approx 1,1071\approx 63,43495^{\circ }}, voir la suite A105199 de l'OEIS.
- Angle obtus : {\displaystyle \beta =2\arctan \varphi =\pi -\arctan 2\approx 2,0344\approx 116,56505^{\circ }}, voir la suite A137218 de l'OEIS. C'est aussi l'angle dièdre du dodécaèdre.

À noter : 
- une égalité "anecdotique" : {\displaystyle \beta =\pi -\arctan 2=\arctan 1+\arctan 3}.
- {\displaystyle \alpha +\beta =\pi }, donc {\displaystyle \sin \alpha =\sin \beta }.

## Côtés et diagonales
En utilisant la règle du parallélogramme (voir les propriétés générales du losange), on obtient que:
- la longueur du côté du losange d'or en fonction de la longueur {\displaystyle d} de la petite diagonale est donnée par :{\displaystyle a={1 \over 2}{\sqrt {d^{2}+(\varphi d)^{2}}}={1 \over 2}{\sqrt {1+\varphi ^{2}}}~d={{\sqrt {2+\varphi }} \over 2}~d={1 \over 4}{\sqrt {10+2{\sqrt {5}}}}~d\approx 0,95106~d.}

- les longueurs des diagonales du losange d'or en fonction de la longueur {\displaystyle a} des côtés sont données par :

{\displaystyle d={2a \over {\sqrt {2+\varphi }}}=2{\sqrt {{3-\varphi } \over 5}}~a={\sqrt {2-{2 \over {\sqrt {5}}}}}~a\approx 1,05146~a.}{\displaystyle D=\varphi d={2\varphi a \over {\sqrt {2+\varphi }}}=2{\sqrt {{2+\varphi } \over 5}}~a={\sqrt {2+{2 \over {\sqrt {5}}}}}~a\approx 1,70130~a.}

## Aire
- En utilisant la formule de l'aire du losange en fonction des longueurs des diagonales {\displaystyle D} et {\displaystyle d}, on obtient l'aire du losange d'or : {\displaystyle A={\frac {Dd}{2}}}.

En fonction de la longueur de diagonale {\displaystyle d} on obtient :
{\displaystyle A={{(\varphi d)\cdot d} \over 2}={{\varphi } \over 2}~d^{2}={{1+{\sqrt {5}}} \over 4}~d^{2}\approx 0,80902~d^{2}}.
- En utilisant la formule de l'aire du losange en fonction de la longueur de côté {\displaystyle a} on obtient :

{\displaystyle A=(\sin(\arctan 2))~a^{2}={2 \over {\sqrt {5}}}~a^{2}\approx 0,89443~a^{2}}.

## Polyèdres dont les faces sont des losanges d'or
Plusieurs polyèdres remarquables ont des losanges d'or pour faces. Par exemple, les deux rhomboèdres d'or (à 6 faces chacun), le dodécaèdre de Bilinski (à 12 faces), l'icosaèdre rhombique (à 20 faces), le triacontaèdre rhombique (à 30 faces) et l'hexacontaèdre rhombique non convexe (à 60 faces). Les cinq premiers sont les seuls polyèdres convexes dont les faces sont des losanges d'or, mais il existe une infinité de polyèdres non convexes ayant ce losange pour faces.

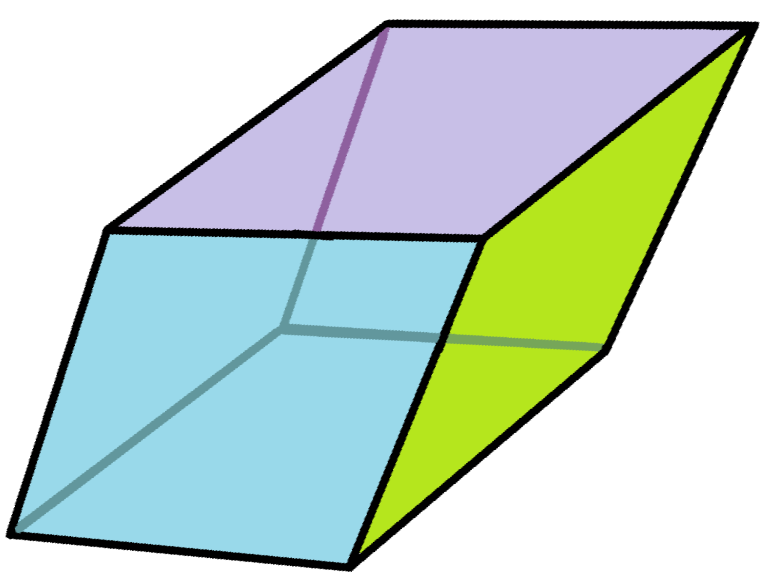
Rhomboèdre d'or aigu
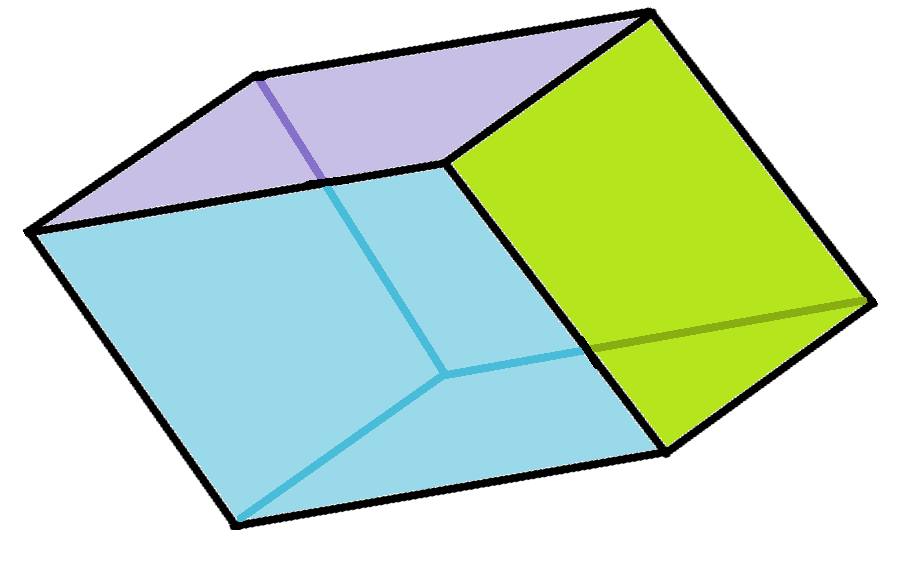
Rhomboèdre d'or obtus
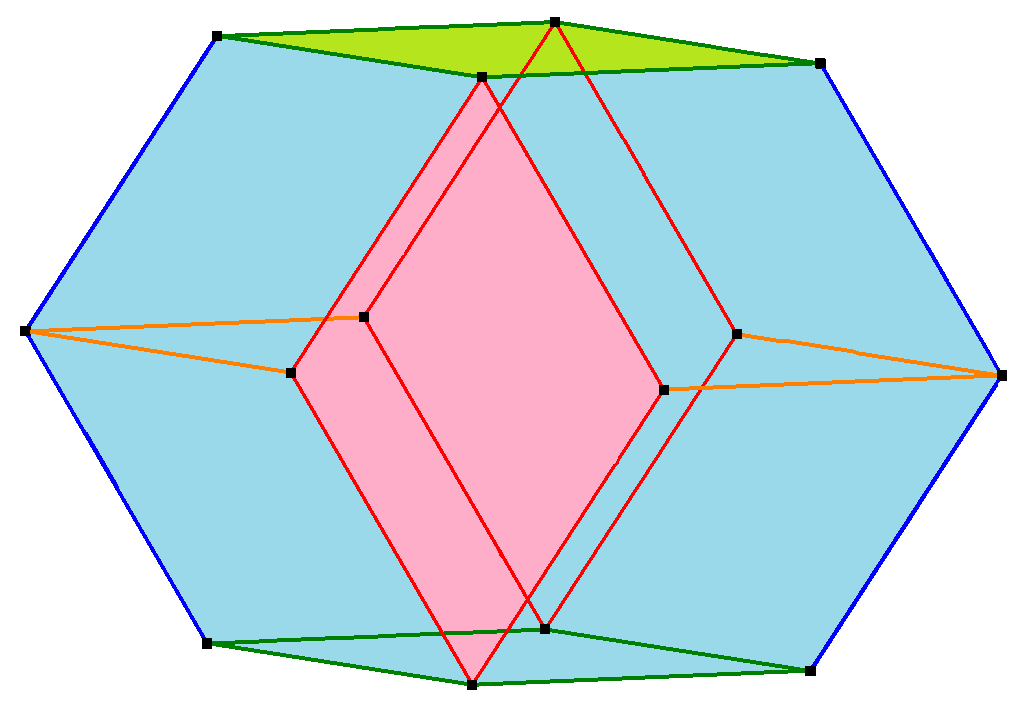
Dodécaèdre de Bilinski
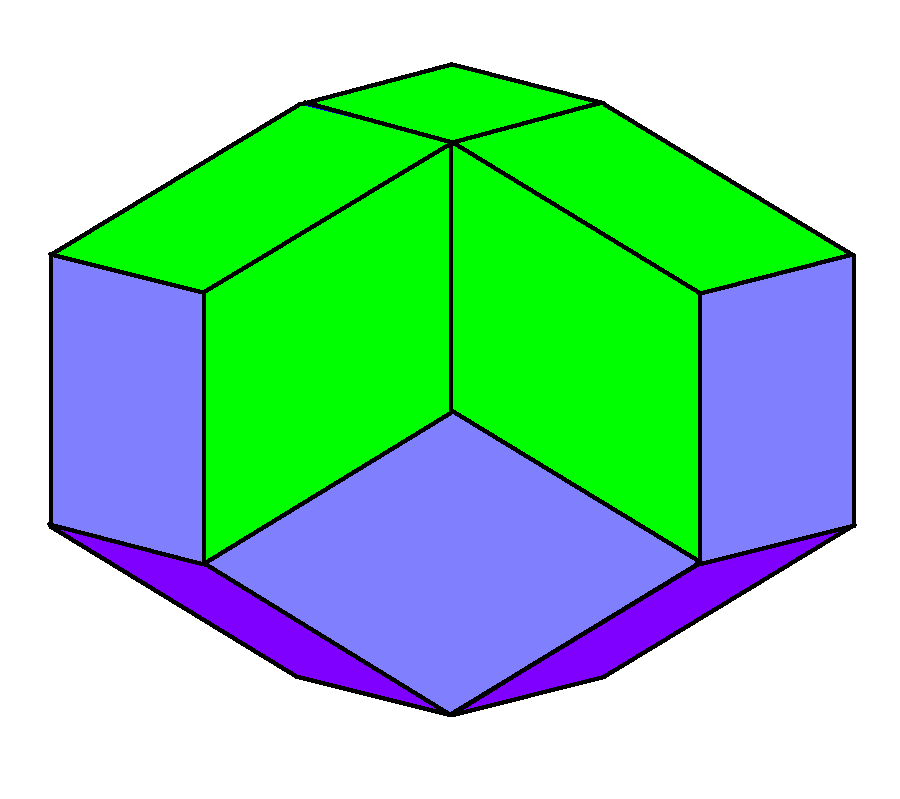
Icosaèdre rhombique
Triacontaèdre rhombique
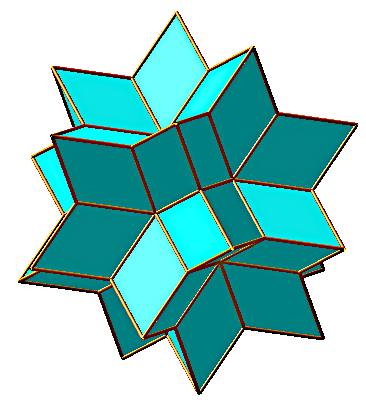
Hexacontaèdre rhombique